# Dragonja (rivière)
La Dragonja est une rivère longue de 30 km située dans la partie nord de la péninsule d'Istrie. C'est une rivière sinueuse avec un bassin très ramifié disposant d'une faible quantité d'eau. Son régime pluvial varie et s'assèche souvent en été. Elle présente des milieux de vie très diversifiés et abrite de nombreuses espèces animales et végétales. La Dragonja a fait l'objet d'un conflit territorial entre la Croatie et la Slovénie, sa partie la plus basse constituant de facto la frontière entre les deux pays.

## Cours

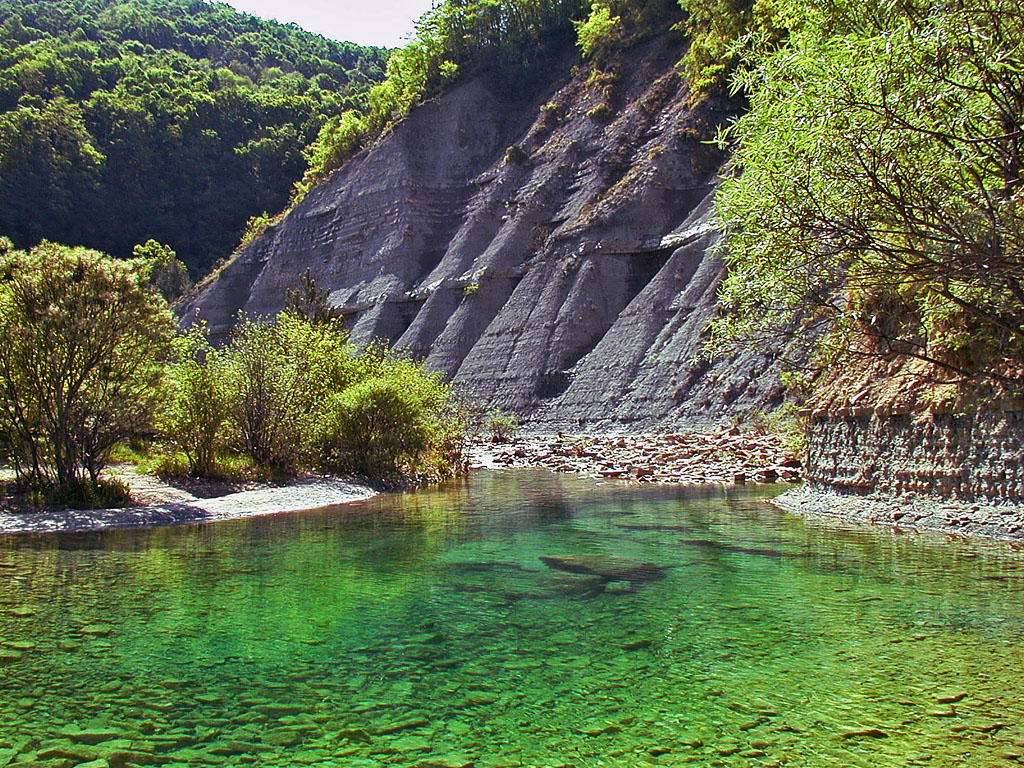
Mur de flysch au-dessus de la Dragonja.

La rivière est la troisième plus longue rivière d'Istrie, après les rivières Raša et Mirna. C'est le plus grand fleuve de la côte slovène qui se jette dans la mer Adriatique. C'est également la seule rivière slovène qui ne traverse pas d'agglomérations et qui coule dans son intégralité sur un terrain de flysch.
La Dragonja prend sa source dans plusieurs sources des collines de Šavrin et coule vers l'ouest jusqu'au golfe de Piran, une partie de la mer Adriatique du nord. Il est rejoint par deux affluents plus grands du côté droit (les ruisseaux Rokava et Drnica) et un affluent plus grand du côté gauche (le ruisseau Poganja).
À son embouchure se trouve le parc paysager des salines de Sečovlje avec les salines de Sečovlje. La partie la plus basse de la Dragonja dans la municipalité de Piran est protégée depuis 1990 en tant que monument naturel .

## Toponymie
La rivière Dragonja a été attestée pour la première fois dans des sources écrites sous le nom d' Argao (ablatif Argaone), et dans des sources ultérieures sous le nom d'Argaone (en 670), per Argaonem (en 1035), Dragugne (en 1100) et super flumine Dragone (en 1389). Les noms slovènes et italiens modernes (avec l'initiale D- ) sont dérivés du slave * Dorgon'a, du roman d- (< ad 'at') + Argaon- (avec métathèse). En fin de compte, le nom est d'origine pré-romane, probablement basé sur la racine proto-indo-européenne * h 2 arg'- 'brillant'.
Les récits non linguistiques expliquent que le nom est basé sur le cours sinueux de la rivière, ressemblant à un dragon (en italien : drago).

## Différend territorial
Dans le cours inférieur de la Dragonja, il existe un conflit territorial entre la Slovénie et la Croatie : alors que les autorités croates prétendent que la Dragonja est une rivière frontalière, la Slovénie revendique également une bande de territoire au sud de la rivière. Depuis 2012, les 7 km du parcours de Dragonja constituent de facto la frontière entre la Croatie et la Slovénie[réf. nécessaire]. Le territoire contesté comprend quatre hameaux et le poste frontière croate de Plovanija. La rivière Dragonja est devenue une rivière frontalière de district après la Seconde Guerre mondiale, lorsque la zone B administrée par la Yougoslavie du Territoire libre de Trieste (FTT) a été divisée en districts de Koper et de Buje. Après la dissolution de la FTT en 1954 et le transfert de son ancienne zone B à la Yougoslavie, le district de Koper est devenu une partie de la Slovénie tandis que le district de Buje a été rattaché à la Croatie.